# Valle di Susa
Het Valle di Susa is een Italiaans bergdal in de regio Piëmont (provincie Turijn). Het hoofddal is uitgesleten door de rivier de Dora Riparia die ontspringt op de Col de Montgenèvre. Als doorgangsgebied is de vallei zeer belangrijk. Door het dal ligt de snelweg A32 die via de Fréjustunnel naar Modane in Frankrijk leidt. Naast de eerder genoemde Montgenèvrepas (1854 m) vormen ook de Mont Cenispas (2083 m) en de minder bekende Col de l'Echelle (1766 m) een verbinding met Frankrijk. Het dal is vernoemd naar Susa, de belangrijkste plaats van de vallei.
Prehistorische vondsten hebben uitgewezen dat het Valle di Susa al minstens 5000 jaar door de mens bewoond is. Ook voor de Romeinen was het een belangrijke zone, zij gebruikten de bergpassen om Gallië binnen te komen. Op 17 september 1871 werd de dertien kilometer lange spoorwegtunnel van de Fréjus geopend. Ruim een eeuw later, in 1980, werd de Fréjustunnel voor het autoverkeer in gebruik genomen. Er zijn plannen om een hogesnelheidslijn aan te leggen tussen de steden Turijn en Lyon, inclusief een 57,5 km lange Mont d'Ambin-basistunnel. Deze stuiten echter op veel tegenstand van de dalbevolking.
's Winters is de lokale economie voor een groot deel afhankelijk van de wintersport. In de winter van 2006 speelden de plaatsen Bardonecchia, Cesana, Sestriere en Sauze d'Oulx een prominente rol tijdens de Olympische Winterspelen van Turijn.
Susa is de meest bezienswaardige plaats van het dal. De Romeinen noemden het Segusium. In de stad zijn nog resten uit deze periode te vinden zoals de Arco di Augusto (Boog van keizer Augustus) en een Amfitheater. Een van de grootste bouwwerken in het dal is het klooster Sacra di San Michele in het begin van het dal. Onder leiding van Paus Silvester II is rond het jaar 1000 met de bouw van het complex begonnen.
Tot het Valle di Susa behoren twee natuurgebieden: het Parco Regionale del Gran Bosco di Salbertrand en Parco Regionale Orsiera-Bocciavré. Een derde natuurgebied ligt in het oostelijkste deel van het dal, nabij de Povlakte, het Parco naturale dei Laghi di Avigliana. Het ongereptste gebied is de gletsjerwereld van de 3333 meter hoge Punta Sommeiller. Punta Galambra (3122 m) is een berg met een gletsjer (de Galambra) en maakt deel uit van de Alpi Cozie in Valle di Susa.

## Belangrijkste plaatsen
- Avigliana (11.791 inw)
- Susa (6638 inw.)
- Bussoleno (6560 inw.)
- Bardonecchia (3037 inw.)

## Hoogste bergtoppen
- Rocciamelone (3538 m)
- Pierre Menue (3505 m)
- Punta Sommeiller (3333 m)